# Лю Яньдун
Лю Яньдун (кит. трад. 劉延東, упр. 刘延东, пиньинь Liú Yándōng; род. в ноябре 1945 года, в уезде Хуайань, пров. Цзянсу) - китайский политик, член Политбюро ЦК КПК (2007-2017), вице-премьер Госсовета КНР (2013-2018), перед чем его член (2008—2013). В 2002—2007 гг. заведующая Отделом единого фронта ЦК КПК, где работала до того с 1991 года, с 1995 года заместителем заведующего, с 1998 года заместителем министерского ранга.
Доктор юридических наук.
Член КПК с июля 1964 года, член ЦК КПК 16-18 созывов (кандидат 15 созыва), член Политбюро 17-18 созывов.

## Биография
По национальности ханька.
Дочь бывшего заместителя министра сельского хозяйства Лю Жулуна, благодаря чему её относили к "фракции" "принцев" в КПК. Отмечали, что она познакомилась с Ху Цзиньтао ещё во время учёбы в университете Цинхуа.
В 1964 году вступила в КПК. В том же году поступила учиться в Университет Цинхуа на инженерно-химический факультет, который окончила в 1970 году. В институте была консультантом по политическим вопросам среди однокурсников. После выпуска поступила на химический завод в городе Кайпин (пров. Хэбэй).
В 1972 году перешла на работу на экспериментальный химический завод в Пекине, в 1978—1980 гг. заместитель секретаря заводского комитета КПК.
В 1980-82 гг. на партработе в Пекине.
В 1982—1991 гг. член, постоянный член Секретариата Центрального комитета Коммунистического союза молодежи Китая (ЦК КСМК), заместитель председателя, председатель Всекитайской федерации молодежи (ВФМ).
В 1991—2003 гг. на работе в Отделе единого фронта ЦК КПК, председатель ВФМ, затем вновь в Отделе единого фронта, секретарь партгруппы Центральной школы социализма, заместитель председателя Фонда памяти почетного председателя КНР Сун Цинлин.
В 1990—1994 гг. училась на факультете социологии Народного университета Китая без отрыва от работы, магистр социологии.
В 1994—1998 гг. на факультете политики Административного института Цзилиньского университета без отрыва от работы получила ученую степень доктора политических наук.
В 2002—2007 годах заведующая Отделом единого фронта ЦК КПК и одновременно в 2003—2008 годах 3-й (по перечислению) заместитель председателя ВК Народного политического консультативного совета КНР 10-го созыва.
Интересно, что она, по некоторому утверждению, до 17-го съезда (2007) рассматривалась как одна из наиболее вероятных кандидатур на должность главы Шанхайского горкома КПК. Однако, по сведениям гонконгских журналистов, её кандидатура якобы была заблокирована Цзян Цзэминем.
В 2008—2013 годах член Государственного совета КНР курирующий образование, науку, культуру, физкультуру и спорт. С марта 2013 года вице-премьер Госсовета КНР (второй по рангу), глава Руководящей группы по углублению реформы системы здравоохранения при Госсовете КНР.
В 2008-10 годы была вице-председателем Олимпийского комитета Китая.
Ходили слухи о возможном её включении в состав Постоянного комитета Политбюро 18 созыва, чего не произошло. Она является одним из десяти членов Политбюро ЦК КПК 17 созыва, избранных в состав 18 созыва, и из них — в числе трёх, не вошедших в состав его Постоянного комитета. Лю Яньдун является четвёртой женщиной в должности вице-премьера Госсовета в истории КНР.

## Награды
- Орден Дружбы (Россия, 25 мая 2017 года) — за большой вклад в укрепление сотрудничества с Российской Федерацией[12]. Вручён премьер-министром России Дмитрием Медведевым во время визита в Китай[13].